# António da Piedade
Fernando Antonio de Menezes, mais conhecido como Frei António da Piedade (Bahia de Todos os Santos, 1660 - Cachoeira, 14 de janeiro de 1724) foi um religioso português que nasceu e viveu no Brasil Colônia. Era filho de Francisco Xavier de Menezes, conde da Ericeira, e de Joana de Lancastre.
Diz dele a Biblioteca Lusitana de Diogo Barbosa Machado, tomo I, página 351:
«Instruído na erudita escola de seu grande Pai, não degenerou daqueles dotes científicos com que se ilustra a Casa de Menezes, sempre fecunda de Heróis para as palestras de Marte e de Minerva».
Depois de sair perito nas Letras Humanas, passou à Universidade onde foi porcionista no Colégio de São Pedro, recebendo a beca em 28 de março de 1707. Aplicou-se ao estudo do Direito Pontifício. Foi mestre escola da Colegiada de São Tomé da Capela Real.
No Seminário de Missionários do Varatojo, professou em 19 de julho de 1716. Foi visitador em 1730 e depois examinador sinodal do Patriarcado.
Fez famosos sermões, enumerados na Biblioteca Lusitana, entre eles aquele pronunciado nas exéquias de D. Filipe Mascarenhas, conde de Coculim, em 21 de maio de 1735.